# Provincia Iquique
Iquique (Provincia de Iquique) este o provincie din regiunea Tarapacá, Chile, cu o populație de 275.042 locuitori (2012) și o suprafață de 2835,3 km2.